# Leishbuviridae
Leishbuviridae es una familia de virus del orden Hareavirales que infectan protozoos. Contienen un genoma de ARN monocatenario negativo y por lo tanto se incluyen en el Grupo V de la Clasificación de Baltimore. La familia incluye dos géneros y varias especies. El nombre leish- se deriva desde un protozoo huésped Leishmania y -viridae es el sufijo utilizado para las familias virales.

## Géneros
Se ha descrito los siguientes géneros:
- Shilevirus
- Leishbunyavirus

## Descripción
Los virus de la familia Leishbuviridae tienen una nucleocápside con geometrías icosaédricas y esféricas, y simetría T = 3. El diámetro es de alrededor de 34 nm. Los genomas son lineales y segmentados de alrededor de 4,4 kb de longitud.
La replicación viral se produce en el citoplasma. La entrada en la célula huésped se logra mediante la penetración en la célula huésped. La replicación sigue el modelo de replicación de los virus de ARN de cadena negativa. La transcripción de los virus de ARN de cadena negativa es el método de transcripción. Los protozoos como los tripanosomátidos sirven como huéspedes naturales.
Las enfermedades asociadas con esta familia incluyen: control de la población huésped posiblemente a través de la lisis de la célula huésped.